# Чесноков, Семён Алексеевич
Семён Алексеевич Чесноко́в (21 февраля 1901, село Никольское, Орловская губерния, Российская империя — август 1974, Москва, РСФСР) — советский врач и государственный деятель, Народный комиссар здравоохранения РСФСР (1937—1938), Народный комиссар — Министр здравоохранения Казахской ССР (1939—1949).

## Биография
По 1920 г. служил в Красной Армии.
В 1920—1921 гг. — был секретарём Орловского уездного комитета РКСМ, заведующим агитационно-пропагандистским отделом Орловского уездного комитета РКП(б).
В 1921—1929 гг. учился в Московском государственном университете, затем работал ординатором клиники университета, был секретарём ячейки РКП(б) 1-го Московского медицинского института; работал в районных комитетах ВКП(б) (Хамовнический, Фрунзенский районы Москвы).
В 1931—1937 гг. — директор Нижегородского (Горьковского) медицинского института; в этот период в институте были созданы ещё два факультета: педиатрический и санитарно-гигиенический.
С августа 1937 по 1938 г. — Народный комиссар здравоохранения РСФСР. Работал также главным врачом 2-й клинической больницы 1-го Московского медицинского института.
В 1939—1949 гг. — Народный комиссар — Министр здравоохранения Казахской ССР. Одновременно в 1943—1949 гг. заведовал кафедрой социальной гигиены (кафедрой организации здравоохранения и истории медицины) Казахского медицинского института.
С 1949 г. работал в Москве:
1949—1953 гг. — главный врач больницы имени С. П. Боткина,
1953—1954 гг. — заведующий Московским городским отделом здравоохранения,
Затем был директором Московского областного научно-исследовательского института туберкулёза, председателем Московского областного комитета профсоюза медицинских работников.
Избирался депутатом Верховного Совета СССР 2 созыва.

## Награды
- два ордена Трудового Красного Знамени,
- орден Красной Звезды,
- четыре ордена «Знак Почёта»,
- медали.